# Джиха
Джиха (груз. ჯიხა) — село в Грузии, на территории Сенакского муниципалитета края (мхаре) Самегрело-Верхняя Сванетия.

## География
Село находится в западной части Грузии, на левом берегу реки Техури, на расстоянии приблизительно 10 километров (по прямой) к северо-востоку от города Сенаки, административного центра муниципалитета. Абсолютная высота — 102 метра над уровнем моря.

## Население
По результатам официальной переписи населения 2014 года в Джихе проживало 249 человек (115 мужчин и 134 женщины). В национальной структуре населения грузины составляли 99,6 %.
| Год  | Население, человек |
| ---- | ------------------ |
| 2002 | 405                |
| 2014 | ↘ 249              |